# Megachile micrerythrura
Megachile micrerythrura är en biart som beskrevs av Cockerell 1910. Megachile micrerythrura ingår i släktet tapetserarbin, och familjen buksamlarbin. Inga underarter finns listade i Catalogue of Life.